# نترات المغنيسيوم
نترات المغنيسيوم تشير إلى المركبات غير العضوية ذات الصيغة Mg(NO3)2(H2O)x, حيث تكون x = 6، و2، و0. جميع هذه المركبات عبارة عن مركبات صلبة ذات لون أبيض. ولأن نترات المغنيسيوم مواد لا مائية ولكن مسترطبة فسريعُا ما تكون سداسي الهيدرات فور وجودها في الهواء. تذوب جميع هذه الأملاح سواء في الماء أو الإيثانول بدرجة عالية جدًا.

## الوفرة والتحضير
تحدث نترات المغنيسيوم طبيعيًا في المناجم والكهوف فقط وتكون على صورة نيتروماغنسيت (أو صورة سداسية الهيدرات) وهذا بسبب قابليتها الشديدة للذوبان في الماء.
أما نترات المغنيسيوم المُستخدمة تجاريًا فيتم تصنيعها والحصول عليها من تفاعل حمض النيتريك وأملاح مغنيسيوم مختلفة.

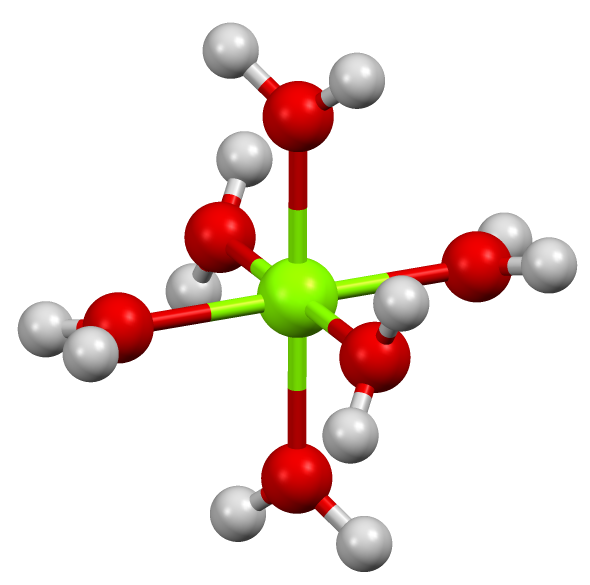
بنية [Mg(H_{2}O)_{6}^{2+} في الملح ثنائي النترات.

## الاستخدام
تُستخدم نترات المغنيسيوم بشكل رئيسي عنصرًا مجففًا في تحضير حمض النيتريك المُركز.
أما نوع نترات المغنيسيوم المناسب للاستخدام في السماد فيحتوي على 10.5% نيتروجين و9.4% مغنيسيوم، لذا يُصنف على أنه مغنيسيوم 10.5-0-0 + 9.4% Mg. عادة ما تحتوي الأنواع المختلفة من خلطات السماد الذي به نترات المغنيسيوم على نترات الأمونيوم، ونترات الكالسيوم، ونترات البوتاسيوم، والمغذيات الدقيقة. تُستخدم هذه الخلطات في الدفيئة الزراعية والزراعة في الماء.